# Johan Thomas Byström
Johan Thomas Byström, född 7 april 1810 i Stockholm, död 2 maj 1870 i Karlskrona amiralitetsförsamling, Karlskrona, Blekinge län, var en svensk militär, musiker, målare och musikkritiker. Han var son till Thomas Byström och bror till Oscar Byström.
Byström var överstelöjtnant vid Flottans mekaniska kår i Karlskrona. Han tog från 1840-talet från livlig del i musiklivet där och var ledare för stadens musiksällskap. Han översatte Aleksandr Ulybysjevs arbete Mozart's lefnad: jemte öfversigt af musikens allmänna historia och analys af Mozarts förnämsta verk till svenska (1–3, 1850–51). Den 30 december 1850 blev han ledamot (nr.326) av Kungliga Musikaliska Akademien.